# 呂湖駅
呂湖駅（リョホえき）は朝鮮民主主義人民共和国咸鏡南道楽園郡に位置する朝鮮民主主義人民共和国鉄道省平羅線の駅である。

## 歴史
- 1923年9月25日：開業[1]。